# Marston Morse
Harold Calvin Marston Morse (Waterville, 24 de março de 1892 — Princeton, 22 de junho de 1977) foi um matemático estadunidense.
Em 1929 foi eleito para a Academia de Artes e Ciências dos Estados Unidos, em 1932 na Academia Nacional de Ciências dos Estados Unidos e em 1936 na American Philosophical Society. Recebeu o Prêmio Memorial Bôcher de 1933 por seu trabalho em análise. Em 1950 apresentou uma palestra plenário no Congresso Internacional de Matemáticos em Cambridge, Massachusetts (Recent Advances in Variational Theory in the Large) e também em Zurique (1932: The calculus of variations in the large).

## Biografia
Ele nasceu em Waterville, Maine, filho de Ella Phoebe Marston e Howard Calvin Morse em 1892. Ele recebeu seu diploma de bacharel pelo Colby College (também em Waterville) em 1914. Na Universidade de Harvard , ele recebeu seu diploma de mestre em 1915 e seu Ph. D. em 1917. Ele escreveu seu Ph.D. tese, Certos Tipos de Movimento Geodésico de uma Superfície de Curvatura Negativa, sob a direção de George David Birkhoff.
Morse foi um instrutor Benjamin Peirce em Harvard em 1919–1920, após o que serviu como professor assistente na Cornell University de 1920 a 1925 e na Brown University em 1925–1926. Ele voltou para Harvard em 1926, avançando para professor em 1929, e ensinando lá até 1935. Naquele ano, ele aceitou um cargo no Institute for Advanced Study em Princeton, onde permaneceu até sua aposentadoria em 1962.
Ele passou a maior parte de sua carreira em um único assunto, agora conhecido como teoria de Morse, um ramo da topologia diferencial que permite analisar a topologia de uma variedade suave estudando funções diferenciáveis nessa variedade. Morse originalmente aplicou sua teoria à geodésica (pontos críticos do funcional da energia em caminhos); essas técnicas foram usadas na prova de Raoul Bott de seu teorema de periodicidade. A teoria de Morse é um assunto muito importante na física matemática moderna, como a teoria das cordas.
Marston Morse não deve ser confundido com Anthony Morse, famoso pelo teorema de Morse-Sard.

## Publicações

### Artigos
- «A fundamental class of geodesics on any closed surface of genus greater than one». Trans. Amer. Math. Soc. 26 (1): 25–60. 1924. MR 1501263
- «The foundations of a theory in the calculus of variations in the large». Trans. Amer. Math. Soc. 30 (2): 213–274. 1928. MR 1501428
- «Singular points of vector fields under general boundary conditions». Proc Natl Acad Sci U S A. 14 (5): 428–430. 1928. PMC 1085532
- «The critical points of functions and the calculus of variations in the large». Bull. Amer. Math. Soc. 35 (1): 38–54. 1929. MR 1561686
- «The foundations of the calculus of variations in the large in m-space (first paper)». Trans. Amer. Math. Soc. 31 (3): 379–404. 1929. MR 1501489
- «Closed extremals». Proc Natl Acad Sci U S A. 15 (11): 856–859. 1929. PMC 522574
- «The foundations of a theory of the calculus of variations in the large in m-space (second paper)». Trans. Amer. Math. Soc. 32 (4): 599–631. 1930. MR 1501555
- «The critical points of a function of n variables». Trans. Amer. Math. Soc. 33 (1): 72–91. 1931. MR 1501576
- «Sufficient conditions in the problem of Lagrange without assumptions of normalcy». Trans. Amer. Math. Soc. 37 (1): 147–160. 1935. MR 1501780
- with Walter Leighton: «Singular quadratic functions». Trans. Amer. Math. Soc. 40 (2): 252–288. 1936. MR 1501873
- com Gustav Arnold Hedlund: «Manifolds without conjugate points». Trans. Amer. Math. Soc. 51 (2): 362–386. 1942. MR 006479
- «Homology relations on regular orientable manifolds». Proc Natl Acad Sci U S A. 38 (3): 247–258. 1952. PMC 1063540

### Livros
- Calculus of variations in the large, American Mathematical Society, 1934[4]
- Topological methods in the theory of functions of a complex variable, Princeton University Press, 1947[5]
- Lectures on analysis in the large, 1947
- com Stewart Cairns: Critical point theory in global analysis and differential topology, Academic Press, 1969
- Variational analysis: critical extremals and Sturmian extensions, Wiley, 1973; 2nd edn. Dover, 2007
- Global variational analysis: Weierstrass integrals on a Riemannian manifold, Princeton University Press, 1976[6]
- Morse, Marston (1981),  Bott, Raoul, ed., Selected papers, ISBN 978-0-387-90532-7, Berlin, New York: Springer-Verlag, MR 635124
- Morse, Marston (1987),  Montgomery, Deane; Bott, Raoul, eds., Collected papers. Vol. 1--6, ISBN 978-9971-978-94-5, Singapore: World Scientific Publishing Co., MR 889255